# Stavební právo

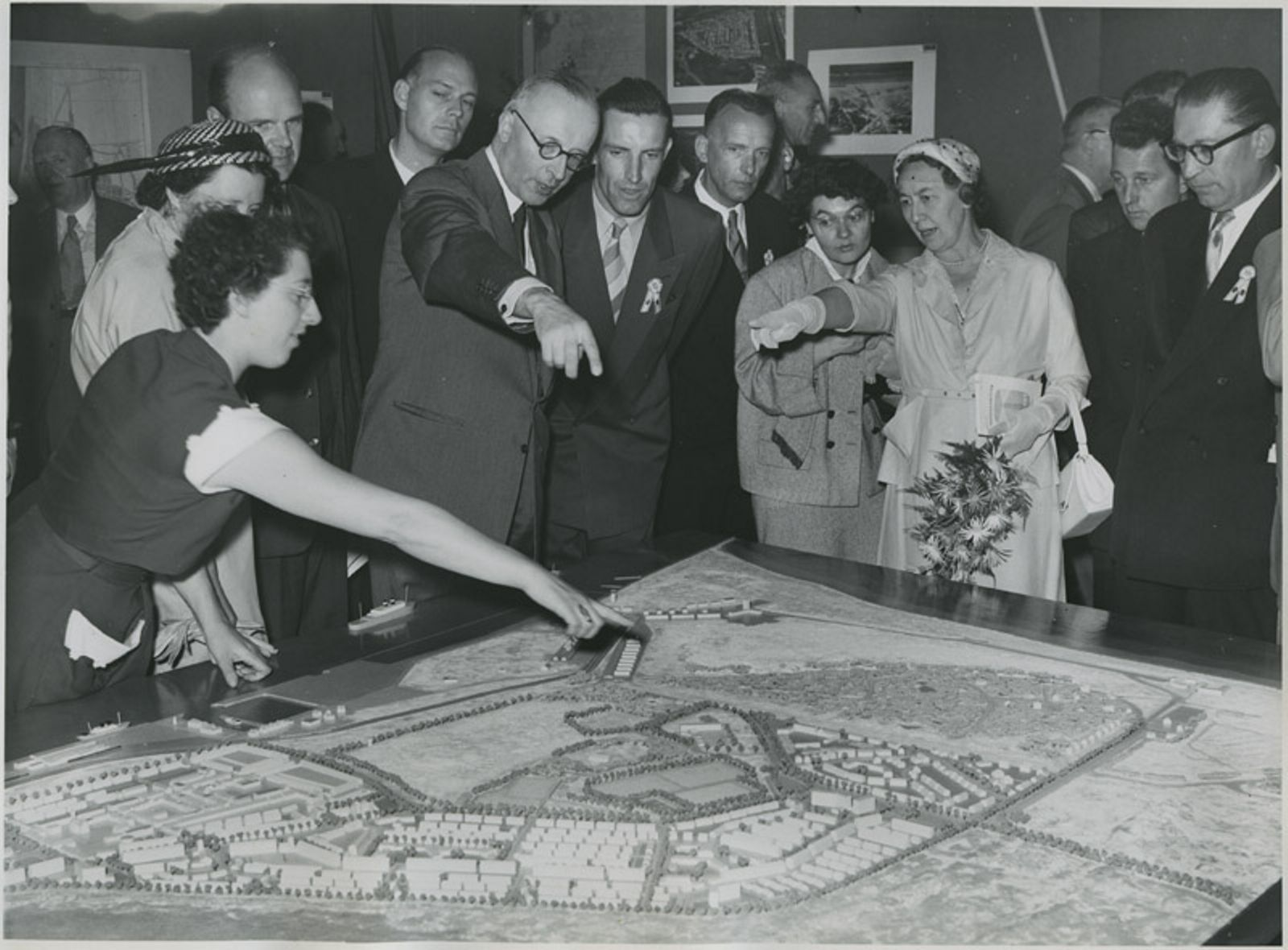
Urbánní podoba sídel je dopadem stavebního práva, které řeší vztahy všech stran, které v plánování staveb figurují. Obrázek diskuze urbanismu z Nizozemska, 1938

Stavební právo je část práva řešící záležitosti týkající se oblasti stavebnictví, architektury a územního plánování. Obecně napříč světem bývá směsí smluvního práva, obchodního práva, pracovního práva a plánů územního rozvoje. Zahrnuje širokou škálu právních otázek, včetně smluv, nedbalosti, dluhopisů a záruk, zástavních práv, zadávání veřejných zakázek či stavebních nároků. Stavební právo ovlivňuje mnoho účastníků stavebnictví, včetně finančních institucí, geodetů, architektů, inženýrů, dělníků, řemeslníků a projektantů.

## Stavební právo v Česku
Stavební právo v Česku upravuje vztahy osob v oblasti stavebnictví, architektury a územního plánování. Jednak vztahy, které vzájemně stojí osoby v rovném postavení, druhak i vztahy, ve kterých vystupuje orgán veřejné moci v nadřazeném postavení vůči ostatním účastníkům. Nebo když orgán veřejné moci v mezích daných příslušným právním předpisem rozhoduje o jejich právech a povinnostech či o určitém právním stavu. Na tomto základě stojí základní dělení stavebního práva na veřejné a soukromé. Stavební právo zahrnuje jak normy práva veřejného, tak i soukromého.

### Stavební právo soukromé
Soukromé stavební právo upravuje vztahy mezi osobami, které vystupují ve vzájemně rovném právním vztahu. Příkladem může být například vztah mezi stavebníkem a stavebním podnikatelem při uzavírání smlouvy o dílo na provedení určité stavby. V soukromém stavebním právu platí zásada praeter legem.
Nejdůležitější předpisy soukromého stavebního práva:
- Občanský zákoník[3]
- Autorský zákon[4] a další zákony o právech duševního vlastnictví

### Stavební právo veřejné

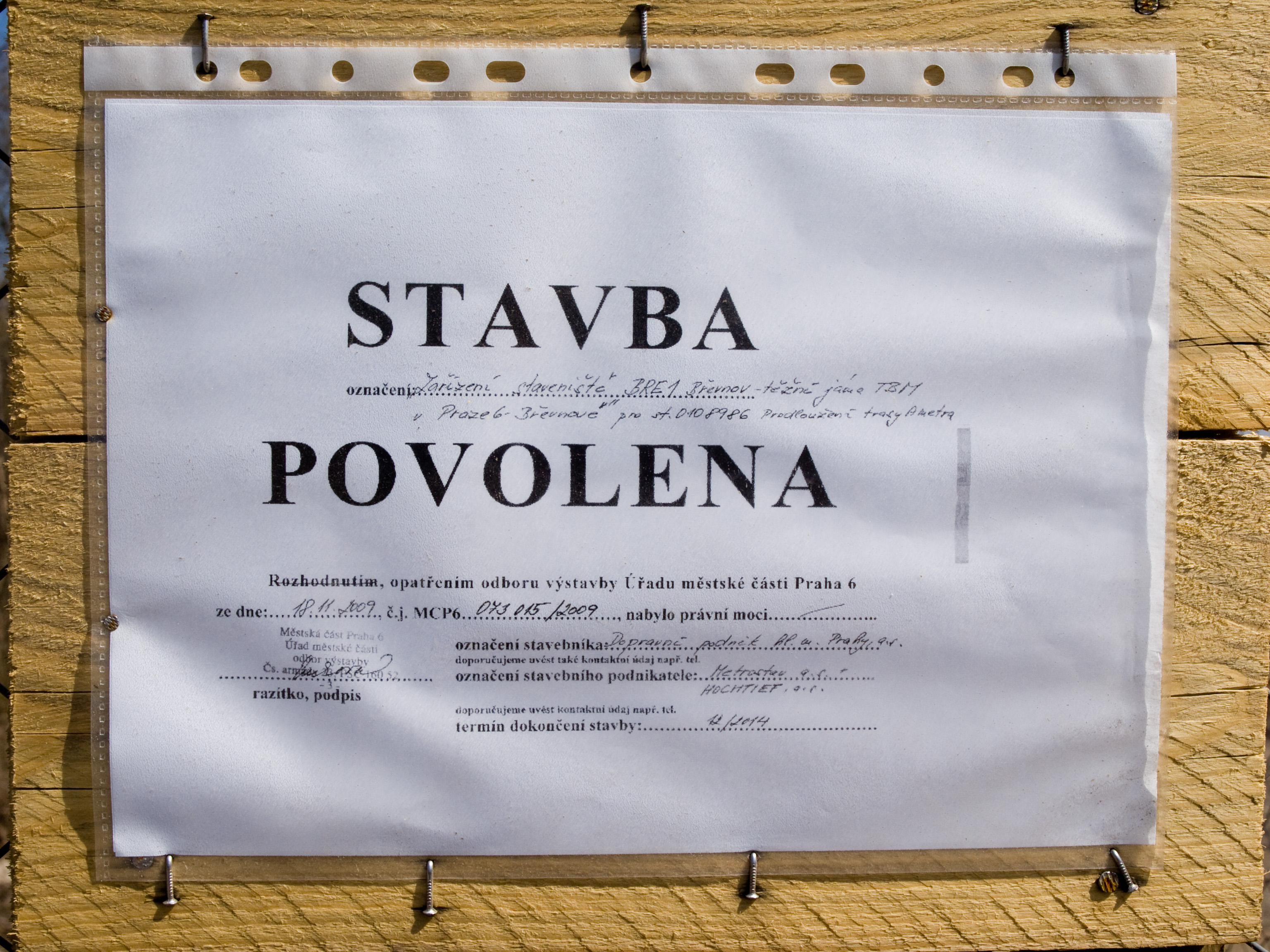
Stavební povolení je jedním z výsledků procesu stavebního práva, které vede k realizaci staveb. Na obrázku výstavba pražského metra na Vypichu.

Veřejné stavební právo je v českých podmínkách v rozhodující míře již tradičně představeno stavebním zákonem a navazujícími právními předpisy. Veřejné stavební právo upravuje vztahy mezi orgánem veřejné moci a ostatními účastníky vztahu. Ve veřejném stavebním právu platí zásada, že veřejnou moc lze uplatňovat pouze v případech, v mezích a způsoby, které stanoví zákon.
Nejdůležitější předpisy veřejného stavebního práva:
- Stavební zákon[6]
- Vyvlastňovací zákon[7]
- Zákon o urychlení výstavby[8]
- Správní řád[9]
- Zákon o veřejných zakázkách[10] a Koncesní zákon
- zákony o stavebních profesích
- Zákon posouzení vlivů na životní prostředí[11] (EIA)
- Zákon o ochraně přírody a krajiny[12] (NATURA 2000)
- Zákon o technických požadavcích na výrobky[13]

## Historie stavebního práva v českých zemích

### Středověk
V hrubých rysech byla pravidla pro výstavbu kodifikována již v době zakládání měst ve 13. století, kdy koncentrace osídlení
ve městech nutně vedla k formování stavebně právních zvyklostí, které dostávaly během doby podobu postupně zapisovaných zásad, jejichž účelem bylo hlavně zamezení zasahování do práv sousedů a zabránění vzniku požáru. Například již brněnská zakládací práva z roku 1243 nařizovala, aby ve městě nebyly sušárny sladu. Také později bylo zcela běžné vyloučení dílen rizikových řemesel z města na předměstí. Právní zvyklosti města Brna byly sepsány kolem roku 1353 jako vůbec první v českých zemích, přičemž právě pasáže dotýkajících se stavebního práva se staly vzorem pro další vývoj. Stavební předpisy se týkaly hlavně měst, venkova minimálně. V první řadě musela být každá soukromá stavba schválena rychtářem a přísežnými měšťany, neschválená naopak zbořena. Položení základu stavby mělo proběhnout za přítomnosti souseda. Na své parcele mohl vlastník stavět do výšky i hloubky dle libosti, nesměl však ohrozit základy souseda, zasahovat na jeho parcelu nebo pod veřejný prostor (komunikaci). Zbudování oken na stranu souseda bylo možné jen s jeho povolením. Pro umístění ohniště, žumpy nebo chlévů byly stanoveny minimální vzdálenosti od hranice pozemku. Dešťová voda ze střechy nesměla stékat na sousedovu střechu. V případě sporů rozhodoval rychtář.

### Novověk
Zásadní význam měl soupis městského práva sepsaný Pavlem Kristiánem z Koldína, který od roku 1579 platil pro česká města prakticky až do přelomu 18. a 19. století. Koldín doporučoval, aby stavebníkovi byly stanoveny případné podmínky stavby. Konečný výrok úřadu byl závazný, stavba mohla být zastavena a v případě zákazu i zbořena.
Přelomovým momentem bylo vydání nejstarších stavebních řádů s celozemskou platností: v Čechách k roku 1833, na Moravě a Slezsku k roku 1835. Opět v zásadě platilo, že přísnější pravidla platila pro města oproti venkovu. Do roku 1848 zastávala základní funkce stavebního úřadu pro venkov místní vrchnost. Po zrušení poddanství a vrchnostenské správy tato funkce přešla zprvu na zakládané okresní úřady, od roku 1869 na představenstvo obce.

### 20. století
V období 1. republiky neexistovalo jednotné stavební právo, bylo 5 stavebních řádů pro Čechy, Moravu a Slezsko. V období 2. světové války proběhla novela stavebních řádů a byly položeny počátky územního plánování na úrovni tehdejšího poznání. V roce 1949 bylo sjednoceno stavební právo pro území celé republiky prostřednictvím zákona č. 280/1949 Sb., o územním plánování a výstavbě obcí. Ve druhé polovině 50. let došlo k rozdělení územního plánování a stavebního řádu. Územní plánování bylo řešeno v zákoně č. 84/1958 Sb., o územním plánování a prováděcí vyhlášce k tomuto zákonu č. 153/1959 Ú. l., o územním plánování. Stavební řád byl řešen v zákonu č. 87/1958 Sb., o stavebním řádu a v jeho prováděcí vyhlášce č. 144/1959 Ú. l., kterou se provádí zákon o stavebním řádu. V roce 1976 byl vydán stavební zákon č. 50/1976 Sb., který platil až do konce roku 2006.

### Stavební zákon (2006–2024), tzv. „Starý stavební zákon“ (dříve „Nový stavební zákon“)
Dne 14. března 2006 byl přijat stavební zákon č. 183/2006 Sb., o územním plánování a stavebním řádu. Tento zákon nabyl účinnosti k 1. lednu 2007, přičemž od té doby prošel řadou novelizací. Tato úprava stavebního zákona z roku 2006 nahradila předchozí úpravu územního plánování z roku 1976, která již nevyhovovala novodobým potřebám. Stavební zákon byl dále výslovně doprovázen zákonem č. 184/2006 Sb., o odnětí nebo omezení vlastnického práva k pozemku nebo stavbě (zákon o vyvlastnění). Dále také zákonem č. 186/2006 Sb., o změně některých zákonů souvisejících s přijetím stavebního zákona a zákona o vyvlastnění, kterým se výslovně změnilo a doplnilo 51 souvisejících zákonů. Na interpretaci a aplikace současného stavebního zákona měl zásadní vliv také zákon č. 500/2004 Sb., správní řád.
Nezanedbatelnou roli při tvorbě stavebního zákona z roku 2006 hrálo i členství České republiky v Evropské unii. Zejména bylo třeba zmínit Evropskou dohodu o přidružení, jejíž realizace v oblasti územního plánování je založena na vzájemné spolupráci smluvních stran, a to zejména ve smyslu čl. 81 o životním prostředí, čl. 82 o dopravě, čl. 83 o telekomunikacích a čl. 87 o regionálním rozvoji.

#### Kritika zákona
Stavební zákon č. 183/2006 Sb. byl předmětem časté kritiky, která mu vyčítala, že způsobil ochromení stavebního rozvoje celé země. Také díky četným novelám v zákoně přibývalo logických rozporů a proces povolování nových staveb se postupem let stále více a více komplikoval, až bylo stavebnictví téměř úplně paralyzováno. Už v roce 2010, tedy 3 roky po zavedení nového stavební zákona, označovala Světová banka Českou republiku za stát s největším počtem úkonů, které je potřeba k dosažení stavebního povolení. Zatímco tehdy byla ČR na žebříčku Světové banky v rychlosti procesu povolovacího řízení na 74. pozici mezi ostatními státy světa, po přijetí stavebního zákona č. 183/2006 Sb. se začala propadat až na 156. místo v roce 2019.
| „            | Stavební zákon z roku 2006 je důkazem, že špatnou situaci na úseku stavebního práva nezměníme tím, že přijmeme nový stavební zákon, který prohlásíme za „revoluční změnu ve stavebním právu“, přičemž ale žádnou zásadní, tedy žádnou zásadní pozitivní změnu nový zákon nepřináší. | “ |
| — Roman Kočí | |   |

### Stavební zákon (2024–současnost), tzv. „Nový stavební zákon“
Nový stavební zákon 283/2021 Sb. byl v Česku připravován od roku 2017, zákonodárci ho schválili v červenci 2021. Až na drobné výjimky nabyl účinnosti v červenci 2023, účinnosti pro všechny stavby nabyl v červenci 2024. Jeho obecným cílem bylo zrychlit a zjednodušit stavební řízení i jeho kompletní digitalizace.
Původním velkou navrhovanou změnou nového stavebního zákonu bylo zavést nový ústřední orgán Nejvyšší stavební úřad a jemu podřazené krajské stavební úřady – stavební úřady by už tak nespadaly pod obce. V roce 2023 zákonodárci schválili, že tyto úřady nevzniknou a stavební úřady nadále zůstanou při obcích. Jediným novým úřadem je dle nového zákona Dopravní a energetický stavební úřad (DESÚ), který spadá pod Ministerstvo dopravy a má řešit velké dopravní a energetickou infrastrukturu – tzn. vyhrazené stavby.